# ياست
 ياست YaST هي أداة التثبيت والإعداد لتوزيعة الأوبن سوزي وتوزيعة سوزي لينكس إنتربرايز. إنها الأكثر شعبية لأنها ذات واجهة رسومية سهلة وجذابة ولها القدرة على تخصيص النظام الخاص بك أثناء وبعد التثبيت، يتولى ياست إعداد النظام بأكمله وإعداد العتاد والأجهزة وإعداد الشبكة والتحكم بخدمات النظام وضبط إعدادات الأمان وتثبيت التحديثات ويمكن الوصول إلى جميع هذه المهام من مركز تحكم ياست.
تم صدور أول إصدار لسوزي يحتوي على ياست في مايو 1996.

## الوصول إلى ياست

### كيدي
- فتح القائمة الرئيسية (حرف K عادة).
- اختيار كمبيوتر (Computer).
- اختيار مدير الإعدادات (Administrator Settings).

سيطلب منك كلمة سر المستخدم الأساسي يجب إدخالها لتستطيع المواصلة.

### طريقة أخرى
- اضغط على المفتاحين ALT + F2.
- اكتب YaST ثم Enter.

### من الطرفية
- افتح الطرفية وأدخل بحساب المستخدم الأساسي.
- اكتب (yast) ستفتح لك واجهة ياست النصية.